# 永平酒楼旧址
永平酒楼旧址，位于中国广东省汕头市汕头市永平路1号，为汕头市的一个市、县级文物保护单位，类型为近现代重要史迹及代表性建筑，公布时间为2005年8月16日。
永平酒楼旧址的历史年代为民国。